# Musca (mosca)
Musca es un género de dípteros braquíceros de la familia Muscidae que incluye a la mosca doméstica, así como Musca autumnalis.

## Lista de especies (incompleta)
- M. albina Wiedemann, 1830
- M. amita Hennig, 1964
- M. autumnalis De Geer, 1776
- M. biseta Hough, 1898
- M. crassirostris Stein, 1903
- M. domestica Linnaeus, 1758

- M. domestica calleva Walker, 1849
- M. domestica domestica Linnaeus, 1758

- M. larvipara Porchinskiy, 1910
- M. lucidula (Loew, 1856)
- M. osiris Wiedemann, 1830
- M. sorbens Wiedemann, 1830
- M. tempestiva Fallén, 1817
- M. vitripennis Meigen, 1826

Esta lista está incompleta; puedes ayudar a completarla.

## Galería

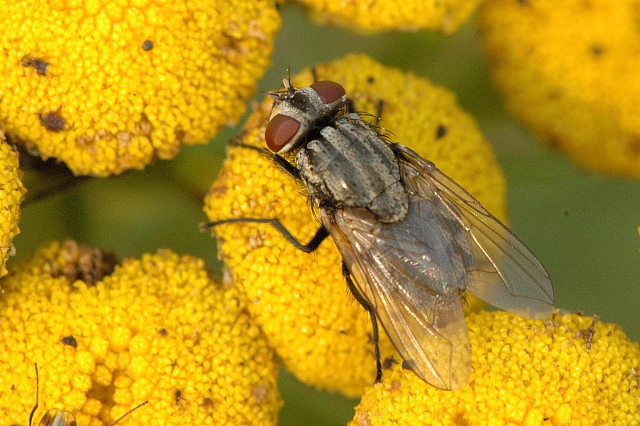
M. autumnalis, hembra
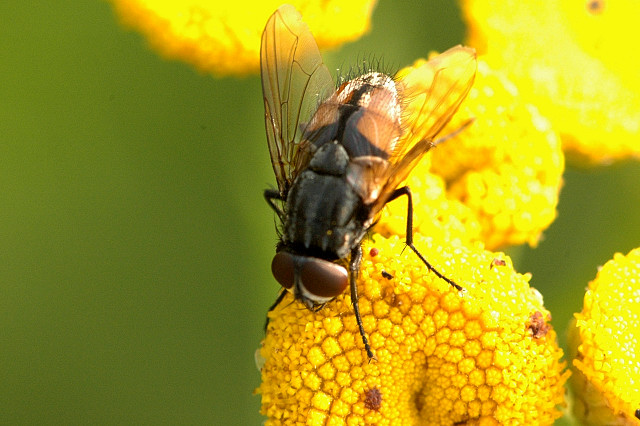
M. autumnalis, macho
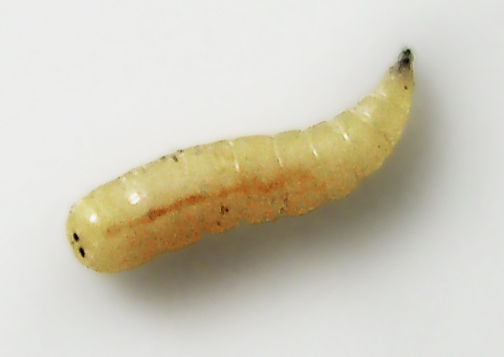
M. domestica, larva
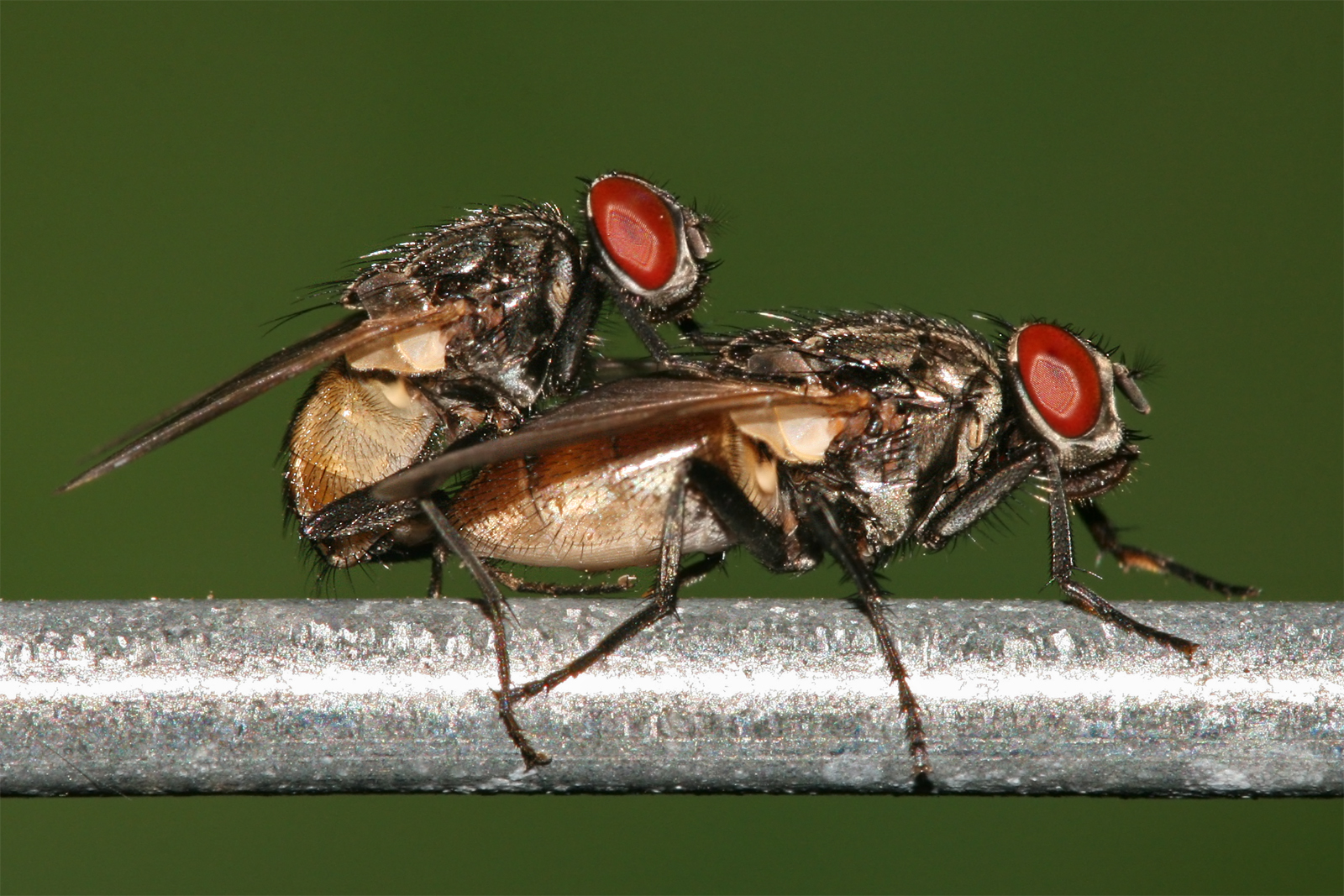
M. domestica, copulando